# Резервна валюта

Долар США та Євро складають до 90 % від виділених резервів у всьому світі. Нерозподілені резерви не включені в цьому графіку, хоча вони більш 45 % від загального обсягу світових валютних запасів

Резервною (іноді «твердою») валютою називають загальновизнану у світі валюту, що використовується для створення в центральних банках інших країн резерву грошових коштів з метою здійснення міжнародних розрахунків. Вона виконує функцію резервного засобу, слугує засобом визначення валютного паритету, валютного курсу, використовується як засіб проведення валютної інтервенції, валютної системи країн.
Іноді цим терміном також називаються національні кредитні гроші, валюта провідних держав світу, які використовуються для міжнародних розрахунків.
Статус резервної валюти дає переваги країні-емітенту: можливість покривати дефіцит платіжного балансу національною валютою, сприяти зміцненню позицій національних експортерів в конкурентній боротьбі на світовому ринку. В той же час висунення валюти країни на роль резервною покладає певні обов'язки на її економіку: необхідно підтримувати відносну стабільність цієї валюти, не вдаватися до девальвації, валютних і торгових обмежень. Статус резервної валюти зобов'язує країну-емітента приймати заходи з ліквідації дефіциту платіжного балансу і підпорядковувати внутрішню економічну політику завданню досягнення зовнішньої рівноваги.

## Історія
З найдавніших часів роль грошових одиниць найчастіше відігравали дорогоцінні метали такі як золото та срібло. З них карбувалися монети різною вагою (чи вмістом) і відповідно різною вартістю. У стародавні часи найпоширенішими монетами були грецькі драхми (V століття до н. е.), римські денарії та візантійські соліди, у часи середньовіччя — арабські динари, венеційські дукати та флоренційські флорини. У XVI та XVII століттях у Європі найпоширенішими монетами були голландські гульдени та французькі франки, у світі найпоширенішими були песо та реали Іспанської імперії. У XVIII столітті їх почали витісняти фунти стерлінгів Британської імперії.
Британські фунти грали панівну роль в міжнародних розрахунках до початку XX століття. Внаслідок розпаду Британської імперії а також Першої і Другої світових воєн які завдали великої шкоди економіці Великої Британії, її валюта втратила статус основної резервної валюти у світі. Після Другої світової війни, і по сьогодні, цей статус відіграє долар США.
Рішеннями конференції в Бреттон-Вудсі (США, 1944 рік) був введений золотодевізний стандарт, заснований на золоті і двох валютах — доларі США і фунті стерлінгів Великої Британії. Згідно з новими правилами, долар ставав єдиною валютою, прив'язаною до золота безпосередньо. Казначейство США зобов'язувалося обмінювати долари на золото іноземним урядовим установам і центральним банкам в співвідношенні 35 доларів за тройську унцію. Фактично золото перетворилося з основної в резервну валюту.
У 1976 році за наслідками угод Ямайської валютної конференції (м. Кінгстон, Ямайка) була офіційно узаконена Ямайська валютна система, яка передбачала вільне коливання курсів валют. Як резервні валюти стали використовуватися німецька марка, японська єна, швейцарський франк.
Станом на початок XXI століття долар США залишається основною резервною валютою світу. Він займає, за різними оцінками, частку від 50 до 61 відсотка в міжнародних резервах центральних банків.
Євро — друга за використанням резервна валюта. Після введення євро в 1999 році ця валюта успадкувала частку в розрахунках і резервах від німецької марки, французького франка і інших європейських валют, які використовувалися для розрахунків і накопичень. Відтоді частка євро постійно збільшується, оскільки центральні банки прагнуть диверсифікувати свої резерви.
Фунт стерлінгів був основною резервною валютою в більшості країн світу в XVIII і XIX століттях. Важка економічна ситуація у Великій Британії після Другої світової війни і посилення домінування США у світовій економіці привело до втрати фунтом стерлінгів статусу найзначимішої валюти.
Японська єна розглядалася як третя найважливіша резервна валюта протягом кількох десятиліть, але останнім часом ступінь використання цієї валюти знизився.
Швейцарський франк використовується як резервна валюта через його стабільність, хоча частка всіх валютних резервів в швейцарських франках, як правило, нижче 0,3 %.
Також роль резервних валют у регіональних масштабах відіграють такі валюти як канадський долар (в латиноамериканських країнах) та австралійський долар (азійсько-тихоокеанський регіон).
За останні роки зацікавленість в просуванні своїх валют для використання їх як світові резервні виразили ціла низка країн.
Про можливість надання рублю статусу резервної світової валюти на вищому рівні вперше заговорив президент Росії Володимир Путін, що виступав в червні 2007 року на Петербурзькому міжнародному економічному форумі. Втім зараз це виглядає малоймовірним через малу поширеність російської валюти (станом на 2016 рік рубль займав лише 17 місце в рейтингу найторговіших валют у світі) та слабкість її валютного курсу (у 2014 році на тлі санкцій Заходу та падіння цін на нафту вартість рубля впала більш ніж наполовину).
Китай хоч і не робив офіційних заяв про надання юаню функцій резервної валюти, проте завдяки зростаючій ролі цієї країни в міжнародній торгівлі роль юаня у світі активно росте. Китай вже використовує юань в розрахунках з сусідніми країнами. У 2016 році китайська валюта була додана до кошика резервних валют МВФ а у 2018 вона піднялася на п'яте місце в рейтингу резервних валют у світі.
Рада співпраці країн Перської затоки, у свою чергу, планує у майбутньому ввести регіональну валюту Динар затоки, яка може використовуватися як резервна валюта.
Крім того, КНР і Росія в рамках ініціатив запропонувала доручити МВФ вивчити можливість створення наднаціональної резервної валюти, а також в обов'язковому порядку диверсифікувати валютну структуру резервів і операцій нацбанків і міжнародних фінансових організацій.

## Резервні валюти МВФ
Міжнародний валютний фонд створив кошик резервних валют у 1969 році для визначення курсу безготівкової платіжної одиниці — спеціальних прав запозичення (SDR). Спочатку цей кошик включав 16 валют, але 1981 року їхню кількість скоротили до п'яти провідних: долара США, німецької марки, французького франка, британського фунта та японської єни. У 2000 німецька марка та французький франк були замінені на євро. У 2016 до кошика був доданий китайський юань.

## Структура світових валютних резервів
|                        | 2023 | 2022    | 2021    | 2020    | 2019    | 2018    | 2017    | 2016    | 2015    | 2014    | 2013    | 2012    | 2011    | 2010    | 2009    | 2008    | 2007    | 2006    | 2005    | 2004    | 2003    | 2002    | 2001    | 2000    | 1999    | 1998    | 1997    | 1996    | 1995    | 1984   | 1983   | 1982   | 1980   | 1976   | 1972   | 1970   |
| Долар США              | 58,44 % | 58,52 % | 58,80 % | 58,92 % | 60,75 % | 61,76 % | 62,73 % | 65,36 % | 65,75 % | 65,17 % | 61,28 % | 61,50 % | 62,69 % | 62,24 % | 62,15 % | 63,77 % | 63,87 % | 65,04 % | 66,51 % | 65,51 % | 65,45 % | 66,50 % | 71,51 % | 71,13 % | 71,01 % | 69,28 % | 65,10 % | 61,98 % | 58,96 % | 65,8 % | 68,5 % | 68,4 % | 67,2 % | 76,6 % | 78,6 % | 77,2 % |
| Євро                   | 19,94 % | 20,37 % | 20,59 % | 21,29 % | 20,59 % | 20,67 % | 20,17 % | 19,14 % | 19,15 % | 21,21 % | 24,21 % | 24,07 % | 24,44 % | 25,76 % | 27,70 % | 26,21 % | 26,13 % | 24,99 % | 23,89 % | 24,68 % | 25,03 % | 23,65 % | 19,18 % | 18,29 % | 17,90 % |         |         |         |         |        |        |        |        |        |        |        |
| Німецька марка         | |         |         |         |         |         |         |         |         |         |         |         |         |         |         |         |         |         |         |         |         |         |         |         |         | 13,79 % | 14,48 % | 14,67 % | 15,75 % | 12,1 % | 11,2 % | 12,4 % | 14,8 % | 8,8 %  | 4,6 %  | 1,9 %  |
| Японська єна           | 5,69 % | 5,54 %  | 5,52 %  | 6,03 %  | 5,87 %  | 5,19 %  | 4,90 %  | 3,95 %  | 3,75 %  | 3,55 %  | 3,82 %  | 4,09 %  | 3,61 %  | 3,66 %  | 2,90 %  | 3,47 %  | 3,18 %  | 3,46 %  | 3,96 %  | 4,28 %  | 4,42 %  | 4,94 %  | 5,04 %  | 6,06 %  | 6,37 %  | 6,24 %  | 5,77 %  | 6,71 %  | 6,77 %  | 5,4 %  | 4,7 %  | 4,6 %  | 4,3 %  | 2,1 %  | 0,1 %  |        |
| Британський фунт       | 4,86 % | 4,90 %  | 4,81 %  | 4,73 %  | 4,64 %  | 4,43 %  | 4,54 %  | 4,35 %  | 4,72 %  | 3,70 %  | 3,99 %  | 4,04 %  | 3,84 %  | 3,94 %  | 4,25 %  | 4,22 %  | 4,82 %  | 4,52 %  | 3,75 %  | 3,49 %  | 2,86 %  | 2,92 %  | 2,70 %  | 2,75 %  | 2,89 %  | 2,66 %  | 2,58 %  | 2,68 %  | 2,11 %  | 2,8 %  | 2,6 %  | 2,4 %  | 2,9 %  | 1,9 %  | 7,1 %  | 10,4 % |
| Канадський долар       | 2,59 % | 2,39 %  | 2,38 %  | 2,08 %  | 1,86 %  | 1,84 %  | 2,03 %  | 1,94 %  | 1,78 %  | 1,75 %  | 1,83 %  | 1,43 %  |         |         |         |         |         |         |         |         |         |         |         |         |         |         |         |         |         |        |        |        |        |        |        |        |
| Китайський юань        | 2,29 % | 2,61 %  | 2,80 %  | 2,29 %  | 1,94 %  | 1,89 %  | 1,23 %  | 1,08 %  |         |         |         |         |         |         |         |         |         |         |         |         |         |         |         |         |         |         |         |         |         |        |        |        |        |        |        |        |
| Австралійський долар   | 2,14 % | 1,97 %  | 1,84 %  | 1,83 %  | 1,70 %  | 1,63 %  | 1,80 %  | 1,69 %  | 1,77 %  | 1,60 %  | 1,82 %  | 1,46 %  |         |         |         |         |         |         |         |         |         |         |         |         |         |         |         |         |         |        |        |        |        |        |        |        |
| Французький франк      | |         |         |         |         |         |         |         |         |         |         |         |         |         |         |         |         |         |         |         |         |         |         |         |         | 1,62 %  | 1,44 %  | 1,85 %  | 2,35 %  | 1,0 %  | 1,1 %  | 1,3 %  | 1,7 %  | 1,6 %  | 0,9 %  | 1,1 %  |
| Швейцарський франк     | 0,20 % | 0,23 %  | 0,17 %  | 0,17 %  | 0,15 %  | 0,14 %  | 0,18 %  | 0,16 %  | 0,27 %  | 0,24 %  | 0,27 %  | 0,21 %  | 0,08 %  | 0,13 %  | 0,12 %  | 0,14 %  | 0,16 %  | 0,17 %  | 0,15 %  | 0,17 %  | 0,23 %  | 0,41 %  | 0,25 %  | 0,27 %  | 0,23 %  | 0,33 %  | 0,35 %  | 0,30 %  | 0,33 %  | 2,0 %  | 2,3 %  | 2,7 %  | 3,2 %  | 2,2 %  | 1,0 %  | 0,7 %  |
| Нідерландський гульден | |         |         |         |         |         |         |         |         |         |         |         |         |         |         |         |         |         |         |         |         |         |         |         |         | 0,27 %  | 0,35 %  | 0,24 %  | 0,32 %  |        |        |        |        |        |        |        |
| Інші                   | 3,85 % | 3,48 %  | 3,09 %  | 2,65 %  | 2,51 %  | 2,45 %  | 2,43 %  | 2,33 %  | 2,82 %  | 2,78 %  | 2,78 %  | 3,20 %  | 5,33 %  | 4,27 %  | 2,88 %  | 2,20 %  | 1,83 %  | 1,81 %  | 1,74 %  | 1,87 %  | 2,01 %  | 1,58 %  | 1,31 %  | 1,49 %  | 1,60 %  | 4,50 %  | 3,86 %  | 4,48 %  | 4,87 %  | 10,9 % | 9,6 %  | 8,2 %  | 5,9 %  | 6,8 %  | 7,7 %  | 8,7 %  |
|                        | Джерела: World Currency Composition of Official Foreign Exchange Reserves Міжнародний валютний фонд (1995-2023), The evolution of reserve currency diversification, December 1986 Банк міжнародних розрахунків (1970-1984) |         |         |         |         |         |         |         |         |         |         |         |         |         |         |         |         |         |         |         |         |         |         |         |         |         |         |         |         |        |        |        |        |        |        |        |